# مروچکی (شهرستان وومژا)
مروچکی (به لاتین: Mroczki) یک روستا در لهستان است که در گمینا پژتووه واقع شده‌است.